# アトキンソン (小惑星)
アトキンソン (1827 Atkinson) は、小惑星帯の小惑星である。インディアナ小惑星計画によりゲーテ・リンク天文台で発見された。
イギリスの天体物理学者ロバート・アトキンソンにちなんで名付けられた。